# 227033 Adamjmckay
227033 Adamjmckay è un asteroide della fascia principale. Scoperto nel 2005, presenta un'orbita caratterizzata da un semiasse maggiore pari a 3,125350 UA e da un'eccentricità di 0,107089, inclinata di 6,295909° rispetto all'eclittica. Ha un diametro di 3,914 km.